# 血流
血流（けつりゅう、英: blood flow）とは、血液の流れのこと。血行（けっこう）とも呼ばれる。

## 概要
血液の流れは非常に複雑であり、学問的にはヘモレオロジー（血液レオロジー）などの分野で研究されている。
血液というのは、細胞成分(赤血球、白血球、血小板)と血漿(各種電解質と各種有機物の水溶液)からなっており、非ニュートン的粘性を持っている。
血液は血漿と各種血球成分から構成されている。血漿の91.5%は水であり、7%はタンパク質、その他の溶質成分は1.5%である。血球成分を構成するのは血小板、白血球、赤血球である。これら血球成分の存在と血漿中の分子との相互作用により、血液は「理想的なニュートン流体」とは異なる振る舞いを見せる
血流の理解の難しさを、初学者にも理解してもらうために挙げられることのあることとして、赤血球の直径が毛細血管の細い部位の直径よりも大きい、ということが指摘されることがある。赤血球が7～8μmなどとされるのに対して毛細血管の内径が5～15μmnなどとされ、つまり、毛細血管の細い部位では、赤血球が変形することでようやく通過している、ということが指摘されることがある。
血流のモデル化は一筋縄でゆくものではなく、ニュートン流体モデル、ビンガム流体モデル、アインシュタインモデル、Cassonモデル、Quemadaモデルなど、それぞれのモデルが有効な条件範囲を慎重に検討し、人体の部位や状況に応じて、複数のモデルの採用を慎重に検討する必要がある。→ヘモレオロジーを参照
血流の流速（流れる速さ）は、血管の場所によって大きく異なっている。
| 血管の種類 | 全断面積      | 流速（cm/s） |
| ---------- | ------------- | ------------ |
| 大動脈     | 3–5 cm2       | 40 cm/s      |
| 毛細血管   | 4500–6000 cm2 | 0.03 cm/s    |
| 上下大静脈 | 14 cm2        | 15 cm/s      |

なお血流は、基本的には脈流（流量が一定の流れではなく、脈を打つ流れ、流量が周期的に変化する流れ）である。

## 血流の生体力学
血液が血管の中を流れる原動力になっているのは、心臓のポンプ機能による血液の拍出である。血管壁は弾性・可動性に富む構造をしているため、血液と血管壁との間で力の相互作用が働き、お互いの力学的挙動に影響を与え合う。それ故、血液の循環動態を考察するには流体力学と弾性力学の基本的な理解が必要である。

## 定量的記述
通常血流は層流であるため、血流の流速は血管の断面積に反比例する関係にあり、従って断面ごとに異なる流速を持つ。このため流速は血管の中心付近で最速となり、血管壁付近で最も遅くなる。流速に言及する際には通常は平均速度を用いる。

### 拍動指数（PI）
血流の流速を測定するにはレーザードップラー流速計等、種々の方法がある。動脈における流速は拡張期より収縮期の方が速い。その違いを定量化するパラメーターの一つとして拍動指数（Pulsatility index, PI）が用いられる。これは収縮期の最大流速と拡張期の最低流速の差を平均流速で除したものに等しい。この値は心臓から離れた末梢に行くに従って減少する。
{\displaystyle PI={\frac {v_{\text{systole}}-v_{\text{diastole}}}{v_{\text{mean}}}}}

### ダーシーの法則とハーゲン・ポアズイユの式
以下にダーシーの法則（Darcy's law、上の式）およびハーゲン・ポアズイユの式（下）を示す。
{\displaystyle F={\frac {\Delta P}{R}}}
{\displaystyle R=\left({\frac {\nu L}{r^{4}}}\right)\left({\frac {8}{\pi }}\right)}
記号: 
| F = blood flow 血流 (m*s-1) P = pressure 圧 (Pa) R = resistance 抵抗 (m-1) ν = fluid viscosity 流体の粘度 (Pa·s) | L = length of tube チューブ長(m) r = radius of tube チューブ半径(m) |

2番目の式で示されるように、チューブの半径によって劇的に抵抗は変化する。こうした原理で、寒さなどで血管がわずかに収縮すると極端に血流が低下することになるわけであるし、入浴などして血管の半径がわずかに大きくなると血流は一気に増えるわけである。また、
血管形成術ではバルーンカテーテルによりわずかに半径を大きくすることで血流を増大させることが可能になるのである。

## 計測
血流計で測ることができる。超音波血流計やレーザー血流計などいくつかタイプがある。
また、位相コントラストMRI、 超音波計測を応用したVector Flow MappingやEcho PIVを用いて血流をベクトルとして可視化する手法も研究されている。

### 位相コントラストMRI
MRIの一手法である位相コントラスト法を用いた血流可視化計測手法。傾斜磁場によって生じるプロトンの位相差が流体の速度と比例することを利用し、2方向ないしは3方向の傾斜磁場で撮影された画像を合成することで血流速度の空間的な分布をベクトルとして可視化する手法である。3次元的に撮影されたものを特に4D Flow MRIと呼ばれ、3次元の血流ベクトルを実測できる唯一の手法である。

### Vector Flow Mapping (VFM)
カラードプラとスペックルトラッキングを重ねあわせ、計測面内での流量保存を仮定して血流を可視化する手法である。板谷慶一らによって開発された。Echo PIVのように造影剤を使わないため非侵襲に簡便に計測することができる。

原理としてはカラードプラで計測されるプローベからのビーム方向血流速度に加え、ビーム直交方向の血流速度を計算により求めることで2次元のベクトルとして血流を可視化する。

心室内では下記のアルゴリズムでビーム直交方向の血流速度が求められる。
1. 心室の内腔の計測断面内を四角形の網目状に分割する。
2. 超音波の計測面で面外への流入出が無いという仮定のもと、心臓の壁に隣接した網目で流量保存則を計算する。上下の辺の流入出はカラードプラから既知であり、壁の隣接する辺の流入出はスペックルトラッキングの壁の速度から算出可能であり、残った1辺の流入出が計算される。
3. 心臓壁から順に内側に(2)の計算を繰り返すことで全体のビーム直交方向速度が計算される。

### Echo PIV
血管内に造影粒子を注射し、個々の粒子の動きをトラッキングする手法である。低流速領域で高い精度で解析が可能とされる一方、Bモードのフレームレートの制限から高速な血流で精度を保つことが難しく心室内では42cm/sを超える血流の計測が困難となる。

## 血行不全

足で起きた虚血の例。チアノーゼが生じている。

血流の阻害は、虚血や梗塞などを引き起こしうる。
例えば以下のようなことを原因として起きうる。
- 血栓症
- 動脈硬化症
- 長時間身体を動かせないこと（旅行時に生じる場合は特にロングフライト血栓症などという）
- 長期にわたりベッドに横たわること。（この場合の症状を褥瘡という）
- 心筋梗塞
- 心房細動